# Jurij Gavrilov
Jurij Anatolijovič Gavrilov (rusko Юрій Анатолійович Гаврилов), ukrajinski rokometaš, * 27. februar 1967, † 5. maj 2021.
Leta 1992 je na poletnih olimpijskih igrah v Barceloni v sestavi Združene ekipe osvojil zlato olimpijsko medaljo.